# クラウディア (小惑星)
クラウディア (311 Claudia) は、小惑星帯にある典型的な小惑星。コロニス族の一つである。
1891年6月11日にオーギュスト・シャルロワがニースで発見した。名前の由来は不明。